# Павел Фабий Максим
Павел Фабий Максим (лат. Paullus Fabius Maximus; предположительно 46 год до н. э. — между 14 мая и 19 августа 14 года н. э.) — римский политический деятель из патрицианского рода Фабиев, консул 11 года до н. э. Приближённый Августа, на двоюродной сестре которого он был женат.

## Биография
Источники называют Павла Фабия Максима сыном Квинта (Paullus Fabius Q. f. Maximus). Исходя из этого, его отцом мог быть только Квинт Фабий Максим, консул-суффект 45 года до н. э. В данном случае впервые преноменом становится имя Павел (Paullus), которое играло роль когномена (родового прозвища) в одной из ветвей Эмилиев. Квинт дал его сыну в память о предке Квинте Фабии Максиме Эмилиане, принадлежавшем к Эмилия Павлам по крови, но перешедшем в род Фабиев по усыновлению. При этом вольноотпущенники Павла Фабия получали преномен Квинт.
Точная дата рождения Павла Фабия неизвестна. При этом Гораций в одном из стихотворений, написанных незадолго до 15 года до н. э., называет его юношей (puer), а отец Павла умер 25 декабря 45 года до н. э., успев зачать ещё одного сына — Африкана Фабия. Соответственно антиковеды относят рождение Павла к 46 году до н. э. В своей политической карьере этот патриций должен был занимать должности квестора и претора, но дат нет. Благодаря надписи на пьедестале статуи в Пафосе известно, что приблизительно между 15 и 11 годами до н. э. он был проконсулом Кипра. Примерно тогда же Павел мог посетить Афины, о чём свидетельствуют статуи, воздвигнутые в его честь в этом городе.
В 11 году до н. э. Максим занимал должность консула совместно с Квинтом Элием Тубероном. По истечении полномочий он стал проконсулом Азии. Точная хронология здесь неизвестна, но самой поздней датой является 3 год до н. э.; Теодор Моммзен считал, что следует говорить о 9 годе до н. э., Фридрих Мюнцер полагает, что Павел отправился в свою провинцию сразу после консулата, в 10 году до н. э. Главное деяние Павла в Азии — реформа местного календаря: проконсул сделал первым днём года 23 сентября (день рождения Августа) и заменил лунный год солнечным.
В связи с событиями 3/2 года до н. э. Павел упоминается в двух надписях как легат в Испании. По разным версиям, он был наместником Тарраконской Испании или выполнял экстраординарную миссию в незадолго до того завоёванных Астурии и Галлеции. Занимал ли Павел какие-то должности после этого, неизвестно. До своей смерти он заседал в двух главных жреческих коллегиях Рима (понтификов и арвальских братьев) и пользовался огромным влиянием как один из друзей Августа.
Эту дружбу двух людей с большой разницей в возрасте (Август был старше, по-видимому, на 17 лет) исследователи отчасти объясняют свойством: Павел Фабий был женат на двоюродной сестре Августа Марции. При этом Павел, судя по сохранившимся источникам, был искренним и верным сторонником режима принципата, а Август должен был высоко ценить службу способного человека, принадлежавшего к одному из знатнейших родов Рима. Остаётся неясным, мог ли Максим существенно влиять на имперскую политику.
По данным Тацита, именно близость к императору стала причиной преждевременной смерти Максима. В 14 году н. э. престарелый Август втайне от всех совершил поездку на остров Планазия, где жил в ссылке его внук Агриппа Постум. Это могло означать, что он хочет передать Агриппе верховную власть в обход официального наследника — своего пасынка Тиберия. Максим, сопровождавший императора, рассказал о поездке жене, а та — Ливии, жене Августа и матери Тиберия. Тацит пишет: «Когда вскоре после этого Максим скончался, — есть основания предполагать, что он лишил себя жизни, — на его похоронах слышали причитания Марции, осыпавшей себя упрёками в том, что она сама была причиною гибели мужа».
Исследователи по-разному относятся к этому сообщению. Точно известно только, что Павел Фабий Максим умер между 14 мая и 19 августа 14 года н. э., незадолго до Августа.
Павла Фабия упоминают в своих произведениях Гораций и Овидий. Оба поэта дают ему самые высокие оценки как украшению древнего рода. По словам Сенеки, Максим был видным оратором и участвовал в судебных процессах в качестве обвинителя и защитника.

## Семья
Павел Фабий был женат на Марции, дочери Луция Марция Филиппа, консула-суффекта 38 года до н. э., и Атии. Последняя была единокровной сестрой матери Августа, то есть Марция приходилась императору двоюродной сестрой, а по отцу была внучкой его отчима.
Предположительно детьми Павла и Марции были Павел Фабий Персик (консул 34 года) и Фабия Нумантина.